# Honda Grand Prix of St. Petersburg de 2007
O Honda Grand Prix of St. Petersburg de 2007 foi a segunda corrida da temporada de 2007 da IndyCar Series. A corrida foi disputada no dia 1 de abril em uma pista montada nas ruas da cidade de São Petersburgo, Flórida. O vencedor foi o brasileiro Hélio Castroneves, da equipe Team Penske.

## Pilotos e Equipes
| Nº | Piloto            | Equipe                   | Chassis | Motor | Pneu |
| -- | ----------------- | ------------------------ | ------- | ----- | ---- |
| 2  | Tomas Scheckter   | Vision Racing            | Dallara | Honda | F    |
| 3  | Hélio Castroneves | Team Penske              | Dallara | Honda | F    |
| 4  | Vitor Meira       | Panther Racing           | Dallara | Honda | F    |
| 5  | Sarah Fisher      | Dreyer & Reinbold Racing | Dallara | Honda | F    |
| 6  | Sam Hornish Jr.   | Team Penske              | Dallara | Honda | F    |
| 7  | Danica Patrick    | Andretti-Green Racing    | Dallara | Honda | F    |
| 8  | Scott Sharp       | Rahal Letterman Racing   | Dallara | Honda | F    |
| 9  | Scott Dixon       | Chip Ganassi Racing      | Dallara | Honda | F    |
| 10 | Dan Wheldon       | Chip Ganassi Racing      | Dallara | Honda | F    |
| 11 | Tony Kanaan       | Andretti-Green Racing    | Dallara | Honda | F    |
| 14 | Darren Manning    | A. J. Foyt Enterprises   | Dallara | Honda | F    |
| 15 | Buddy Rice        | Dreyer & Reinbold Racing | Dallara | Honda | F    |
| 17 | Jeff Simmons      | Rahal Letterman Racing   | Dallara | Honda | F    |
| 20 | Ed Carpenter      | Vision Racing            | Dallara | Honda | F    |
| 22 | A. J. Foyt IV     | Vision Racing            | Dallara | Honda | F    |
| 26 | Marco Andretti    | Andretti-Green Racing    | Dallara | Honda | F    |
| 27 | Dario Franchitti  | Andretti-Green Racing    | Dallara | Honda | F    |
| 55 | Kosuke Matsuura   | Panther Racing           | Dallara | Honda | F    |

- (R) - Rookie

## Resultados

### Treino classificatório
| 1                          | 3  | Hélio Castroneves | Team Penske              | 1:01.6839     |
| 2                          | 26 | Marco Andretti    | Andretti-Green Racing    | 1:01.7317     |
| 3                          | 27 | Dario Franchitti  | Andretti-Green Racing    | 1:01.8775     |
| 4                          | 9  | Scott Dixon       | Chip Ganassi Racing      | 1:01.9791     |
| 5                          | 14 | Darren Manning    | A. J. Foyt Enterprises   | 1:02.4491     |
| 6                          | 11 | Tony Kanaan       | Andretti-Green Racing    | 1:01.5955[N1] |
| 7                          | 6  | Sam Hornish Jr.   | Team Penske              | 1:02.6935     |
| 8                          | 2  | Tomas Scheckter   | Vision Racing            | 1:03.3343     |
| 9                          | 4  | Vitor Meira       | Panther Racing           | 1:03.4749     |
| 10                         | 55 | Kosuke Matsuura   | Panther Racing           | 1:03.5381     |
| 11                         | 7  | Danica Patrick    | Andretti-Green Racing    | 1:03.5912     |
| 12                         | 17 | Jeff Simmons      | Rahal Letterman Racing   | 1:03.6280     |
| 13                         | 15 | Buddy Rice        | Dreyer & Reinbold Racing | 1:03.7117     |
| 14                         | 10 | Dan Wheldon       | Chip Ganassi Racing      | 1:03.8923     |
| 15                         | 8  | Scott Sharp       | Rahal Letterman Racing   | 1:04.2959     |
| 16                         | 20 | Ed Carpenter      | Vision Racing            | 1:04.4539     |
| 17                         | 22 | A. J. Foyt IV     | Vision Racing            | 1:04.5802     |
| 18                         | 5  | Sarah Fisher      | Dreyer & Reinbold Racing | 1:06.6541     |
| Relatório[ligação inativa] |    |                   |                          |               |

- (R) - Rookie

- Tempos obtidos na segunda fase de classificação ("Top Six").
- N1. ↑ Tony Kanaan bateu que causou uma bandeira amarela durante o "Top Six", e apesar de ter marcado tempo, ficou com a sexta e última posição desta fase da classificação como define o regulamento.[3]

### Corrida
| Corrida - 1 de abril       | Corrida - 1 de abril | Corrida - 1 de abril | Corrida - 1 de abril     | Corrida - 1 de abril | Corrida - 1 de abril | Corrida - 1 de abril | Corrida - 1 de abril | Corrida - 1 de abril |
| Pos                        | Nº                   | Piloto               | Equipe                   | Voltas               | Tempo                | Largada              | Voltas na Liderança  | Pontos               |
| -------------------------- | -------------------- | -------------------- | ------------------------ | -------------------- | -------------------- | -------------------- | -------------------- | -------------------- |
| 1                          | 3                    | Hélio Castroneves    | Team Penske              | 100                  | 2:01:07.3512         | 1                    | 95                   | 53                   |
| 2                          | 9                    | Scott Dixon          | Chip Ganassi Racing      | 100                  | +0.6007              | 4                    | 0                    | 40                   |
| 3                          | 11                   | Tony Kanaan          | Andretti-Green Racing    | 100                  | +7.9130              | 6                    | 0                    | 35                   |
| 4                          | 26                   | Marco Andretti       | Andretti-Green Racing    | 100                  | +13.5090             | 2                    | 3                    | 32                   |
| 5                          | 27                   | Dario Franchitti     | Andretti-Green Racing    | 100                  | +14.5935             | 3                    | 0                    | 30                   |
| 6                          | 2                    | Tomas Scheckter      | Vision Racing            | 100                  | +25.3109             | 8                    | 0                    | 28                   |
| 7                          | 6                    | Sam Hornish Jr.      | Team Penske              | 100                  | +27.0722             | 7                    | 0                    | 26                   |
| 8                          | 7                    | Danica Patrick       | Andretti-Green Racing    | 100                  | +28.0378             | 11                   | 0                    | 24                   |
| 9                          | 10                   | Dan Wheldon          | Chip Ganassi Racing      | 100                  | +34.3899             | 14                   | 2                    | 22                   |
| 10                         | 15                   | Buddy Rice           | Dreyer & Reinbold Racing | 100                  | +46.9180             | 13                   | 0                    | 20                   |
| 11                         | 8                    | Scott Sharp          | Rahal Letterman Racing   | 100                  | +48.0980             | 15                   | 0                    | 19                   |
| 12                         | 14                   | Darren Manning       | A. J. Foyt Enterprises   | 99                   | +1 volta             | 5                    | 0                    | 18                   |
| 13                         | 22                   | A. J. Foyt IV        | Vision Racing            | 98                   | +2 voltas            | 17                   | 0                    | 17                   |
| 14                         | 17                   | Jeff Simmons         | Rahal Letterman Racing   | 97                   | +3 voltas            | 12                   | 0                    | 16                   |
| 15                         | 5                    | Sarah Fisher         | Dreyer & Reinbold Racing | 97                   | +3 voltas            | 18                   | 0                    | 15                   |
| 16                         | 4                    | Vitor Meira          | Panther Racing           | 96                   | +4 voltas            | 9                    | 0                    | 14                   |
| 17                         | 55                   | Kosuke Matsuura      | Panther Racing           | 83                   | +17 voltas           | 10                   | 0                    | 13                   |
| 18                         | 20                   | Ed Carpenter         | Vision Racing            | 45                   | Contato              | 16                   | 0                    | 12                   |
| Relatório[ligação inativa] |                      |                      |                          |                      |                      |                      |                      |                      |

- (R) - Rookie